# 川崎市立住吉小学校
川崎市立住吉小学校（かわさきしりつ すみよししょうがっこう）は、神奈川県川崎市中原区木月祇園町にある公立小学校。

## 沿革

### 経緯
1900年創立の住吉尋常小学校と井田尋常小学校、1903年創立の共盛尋常小学校が1925年に合併して住吉尋常小学校となり、1947年の新教育制度に伴う改称により現在の川崎市立住吉小学校という名称となった。

### 年表
- 1900年（明治33年）4月1日 - 住吉尋常小学校（学区域:木月）、井田尋常小学校（学区域:井田）設立[1]。
- 1903年（明治36年）4月1日 -  共盛尋常小学校（学区域:今井・市ノ坪・苅宿）設立[1]。
- 1923年（大正12年）4月1日 - 住吉尋常小学校に高等科併設。
- 1925年（大正14年）
  - 4月1日 - 上記3校を統合し、神奈川県橘樹郡住吉尋常小学校と校名変更し、開校[1]。
  - 4月11日 - 開校記念式を挙行。
  - 8月31日 - 校舎新築（中央校舎並びに東側校舎1棟・便所2棟・使丁室1棟）。
- 1929年（昭和4年）1月 - 天皇即位記念事業として御真影奉安殿新設。
- 1931年（昭和6年）12月 - 西側校舎1棟・便所2棟・教具室1棟新設。
- 1933年（昭和8年）
  - 4月1日 - 高等科併設により、神奈川県橘樹郡住吉尋常高等小学校と改称[1]。
  - 8月31日 - 川崎市と合併のため、神奈川県川崎市住吉尋常小学校と改称[1]。
- 1936年（昭和11年）
  - 4月15日 - 校歌（旧校歌）制定。
  - 5月1日 - 校地拡張借地。
  - 7月31日 - 東側校舎1棟・廊下増築。
- 1937年（昭和12年）
  - 3月 - 金子藤吉氏寄贈による講堂1棟建築。
  - 4月 - 校地拡張。
- 1938年（昭和13年）3月 - 東側校舎増築。校庭拡張。
- 1940年（昭和15年）12月 - 校地拡張、西側2階校舎・便所増築。
- 1941年（昭和16年）4月1日 - 国民学校令により、川崎市立住吉国民学校と改称。
- 1944年（昭和19年）4月1日 - 集団疎開児童（初等科8学級）。残留は初等科12学級・高等科5学級の計17学級。
- 1945年（昭和20年）
  - 8月15日 - 終戦。
  - 9月 - 疎開児童全員引揚完了。
- 1946年（昭和21年）9月 - 奉安殿を撤去。
- 1947年（昭和22年）
  - 4月1日 - 新教育制度により、川崎市立住吉小学校と改称。同日、高等科を廃止[1]。
  - 5月1日 - 児童給食調理場1棟増築（PTA）。
- 1948年（昭和23年）10月 - 分室設置（不二越精機株式会社旧青年学校校舎借入）。
- 1950年（昭和25年）
  - 2月 - 分室設置（新日本学園内・4学級）。
  - 4月1日 - 東住吉小学校分離独立（児童数1117名分離）。PTAと卒業生寄贈による図書館1棟。
- 1951年（昭和26年）4月 - 校地拡張。
- 1952年（昭和27年）4月1日 - 校長室・職員室・6教室増築。
- 1953年（昭和28年）
  - 5月 - 旧正面校舎・西側平屋校舎・使丁室・教具室・調理室等取り壊し完了。
  - 7月30日 - 給食調理室・使丁室・渡り廊下増築。
  - 8月30日 - 講堂・図書館・東側校舎1棟位置移転。
- 1954年（昭和29年）4月14日 - 教室増築。
- 1955年（昭和30年）4月14日 - 教室増築。
- 1956年（昭和31年）4月1日 - 川崎市立井田小学校分離独立（児童数447名・9学級）。
- 1958年（昭和33年）
  - 3月30日 - 鉄筋校舎9教室完成。同日、新日本学園分室廃止。
  - 4月1日 - 校歌（新校歌）制定。
- 1959年（昭和34年）3月 - 鉄筋3教室増築。
- 1962年（昭和37年）6月 - プール完成（横12m・縦25m）。
- 1965年（昭和40年）
  - 10月8日 - 火災により、校長室・職員室・保健室・2教室が焼失。
  - 11月10日 - プレハブ校舎6教室完成。
- 1967年（昭和42年）8月21日 - 管理棟・鉄筋校舎完成（管理室4・普通教室8）。
- 1969年（昭和44年）
  - 5月31日 - 給食調理室改造。
  - 6月30日 - 図書館移動。
- 1970年（昭和45年）
  - 3月22日 - 体育館落成。
  - 11月28日 - 創立70周年記念祝典挙行し、記念事業（岩石園2面・70周年記念誌印刷2000部）実施。
- 1971年（昭和46年）4月5日 - 川崎市立木月小学校分離独立（児童数245名・7学級）。同日、校地内に川崎市立住吉幼稚園を併設。
- 1979年（昭和54年）12月18日 - プレハブ校舎（仮設）保健室・普通教室4４設置。
- 1980年（昭和55年）
  - 2月18日 - 第2校舎改築のため、第2校舎西側より第3校舎への渡り廊下完成。
  - 11月25日 - 第2校舎完成（鉄筋・特別教室6、普通教室8、保健室）。
- 1981年（昭和56年）
  - 2月10日 - 第1校舎より第2校舎へ東側渡り廊下、第2校舎より第3校舎へ西側渡り廊下完成。
  - 2月12日 - 創立80周年記念式典挙行し、記念事業（観察園・社会科副読本「すみよし」記念誌印刷・陶芸施設）実施。
  - 3月31日 - プレハブ校舎（仮設）・図書室（木造）撤去。第3校舎昇降口・北川通用門・足洗い場3・小鳥小屋新設。
  - 10月16日 - 第4校舎（木造）・西側トイレ・物置小屋撤去し、体育倉庫（プレハブ）新設。
  - 10月22日 - 給食室給湯ボイラー設置
  - 1982年（昭和57年）8月31日 - 全教室カラーテレビ化と第3校舎南側サッシ化の完成。
- 1984年（昭和59年）9月30日 - 校庭完全整地完了、体育館照明施設整備。PTAにより、校旗を新調する。
- 1985年（昭和60年）8月31日 - 多目的教室（第3校舎）完成。第3校舎外壁塗装完了。
- 1986年（昭和61年）
  - 3月31日 - プール更衣室とトイレ改造。
  - 8月30日 - ビジネスホン設置。
  - 10月6日 - 校長室・用務員室・職員用更衣室・シャワー室竣工。
- 1987年（昭和62年）
  - 1月18日 - PTAより、校庭にアスレチック設置、教室にテレビ台取り付け。
  - 2月2日 - 第1校舎外壁塗装・同1階内壁塗装。
  - 4月1日 - 特殊学級を「わかば級」に改称。
  - 9月10日 - 体育倉庫とダスト置き場を設置。
- 1988年（昭和63年）
  - 2月25日 - 第2・第3校舎水道補修工事完了。
  - 3月25日 - PTAにより、大時計・投的板設置、ブランコ補修。
  - 3月31日 - 第1校舎教室・廊下、第3校舎水道補修工事完了。
- 1989年（平成元年）
  - 3月20日 -  体育館に校歌額（卒業制作）・式辞額設置（PTA）。
  - 3月28日 - 体育館落成。
- 1991年（平成3年）2月12日 - 創立90周年式典挙行。「記念事業」として、地域副読本・記念誌・同窓会名簿の発行、植樹緑化。映像機器の整備。
- 1992年（平成4年）
  - 6月13日 - 学校5日制施行による臨時休業。
  - 12月11日 - 校庭整地完了。
- 1993年（平成5年）9月24日 - 第2・第3校舎連絡通路の囲みフェンス設置。
- 1994年（平成6年）3月31日 - プール改装。
- 1995年（平成7年）3月31日 - 理科室改装。気象観測用百葉箱新設。障害児学級用教室の移動・改修（わかば3クラス）。
- 1996年（平成8年）8月31日 - 病原性大腸菌O-157食中毒に関わる保冷庫の設置。
- 1997年（平成9年）
  - 3月31日 - 給食室水道設備及び床の改修工事。
  - 7月25日 - 校庭スプリンクラー改修工事。
  - 8月6日 - 給食室保冷庫側通路囲い取り付け工事。
- 1998年（平成10年）
  - 3月30日 - 給食室結露除去工事。
  - 9月16日 - 北門付近における渋川雨水貯留管工事開始。
  - 11月21日 - 「住小ふれあいフェスティバル'98」実施（同日と22日の両日）。“住小子どもばやし”完成披露。
  - 12月25日 - 北門付近による渋川雨水貯留管工事開始に伴い、作業室・陶芸室・中庭倉庫移設及び教材園・花壇拡張。
- 1999年（平成11年）
  - 8月31日 - 放送室（AV調整卓等）整備。
  - 9月30日 - コンピュータ導入、コンピュータ室設置。
- 2000年（平成12年）
  - 3月15日 - 第1校舎外壁塗装。
  - 3月31日 - 西側パイプフェンス新設（及び西門、ゴミ置き場新設）。第3校舎集会室を個別学習室に改装。
  - 4月5日 - わかば級を個別学習室に改称。
  - 8月31日 - 第1校舎窓枠アルミサッシ化。郷土室（歴史ふれあい館）完成。
  - 11月18日 - 創立100周年記念式典挙行[1]し、記念事業（住小子どもばやし法被寄贈(PTA)）実施。
  - 12月4日 - 記念事業として、タイムカプセル埋設（埋設上に花壇新設）。
- 2003年（平成15年）
  - 6月5日 - 職員室冷房設備工事。
  - 9月13日 - 第1校舎出入口サッシ補修工事。
  - 11月21日 - 自動火災報知器設備一式工事。
- 2004年（平成16年）
  - 2月28日 - 受水槽工事。
  - 3月28日 - 給食室の改修工事。
  - 6月 - 全教室のインターホン設置。事務センター冷房設備設置
- 2005年（平成17年）7月 - この月から8月まで、第3校舎耐震工事。
- 2006年（平成18年）7月 - この月から8月まで、第1・第2校舎耐震工事。
- 2007年（平成19年）
  - 6月 - 新石灰倉庫設置。
  - 7月 - この月から8月まで、教職員・ボランティアさんによるトイレと給食室の壁面清掃と壁面作業。
  - 8月 - 校内LAN設備。
- 2009年（平成21年）5月 - 普通教室冷房化工事。
- 2010年（平成22年）10月30日 - 創立110周年記念式典挙行。副読本「すみよし」発行。実物投影機、テント、砂場シート寄贈（PTA）。
- 2011年（平成23年） - 第2校舎階段・第3校舎非常階段補修工事。
- 2014年（平成26年）3月 - プール脇道路の歩道新設に伴うフェンス設置。同月、投てき板寄贈（PTA）。
- 2015年（平成27年） - 防災備蓄倉庫設置。
- 2016年（平成28年）
  - 6月14日 - この日から6月22日まで、正門の塀の改修工事。
  - 7月17日 - この日から8月20日 - 再生整備事業による第1期校舎改修工事。1・2棟の普通教室の床・ロッカー・パーテーション・廊下・階段の改修、保健室・校長室・会議室の配置換え、職員室・事務室の全面改修、職員玄関横の花壇のスロープ・渡り廊下の整備。
  - 7月17日 - この日から翌年2月15日まで、再生整備事業による外壁工事。屋上の防水工事・外装の塗装の塗り替え。
  - 10月2日 - 再生整備に伴い正門・職員玄関前に植樹。
- 2017年（平成29年）
  - 3月1日 - 中庭広場樹木周りの柵の塗装。
  - 3月21日 - この日から3月30日まで、給食室電気等工事。
  - 5月2日 - プールテントの設備・塗装改修工事。
  - 7月17日 - この日から、
    - 8月20日まで、再生整備事業による第2期校舎改修工事。1・2棟の普通教室の壁・天井・前面黒板等の新設。
    - 10月8日まで、3棟の廊下・階段の改修、理科室・図工室・図書室パソコン室・特別支援級配置換え、相談会議室・学習資料室の新設。
    - 10月24日まで、1棟3階・2棟東側トイレの改修。
    - 12月25日まで、太陽光発電設置工事。

  - 10月16日 - この日から11月30日まで、災害用発電機設置工事。
  - 12月8日 - 陶芸室閉室。
- 2018年（平成30年）
  - 8月27日 - この日から10月10日まで、投てき板補修工事（一部撤去・補修・塗装）。
  - 12月12日 - 陶芸教室焼き物釜撤去。
  - 12月x日 - 丸太平均台撤去。
- 2019年（令和元年）7月19日 - この日から翌年2月14日まで、再生整備事業による第3期校舎改修工事と1棟職員来賓用トイレ、更衣室、業務職員室、放送室、2棟音楽室、視聴覚室、少人数教室を普通教室と倉庫に改装。昇降口、西側トイレ、エレベーター設置。3棟1階トイレ、昇降口を倉庫に改装。非常階段囲い撤去。2棟昇降口前たたき整備。
- 2020年（令和2年）11月21日 - 創立120周年記念式典[2]。

## 教育方針
校名の「すみよし」を頭文字とする以下の学校教育目標を掲げている。
- す……素直で明るくたくましい子
- み……みんなと仲良く助け合う子
- よ…よく考え最後までがんばる子
- し……信じ合い思いやりのある子

## 通学区域
学区は木月祇園町周辺の以下の地域。住吉小学校は避難所にも指定されており、同地域が避難所管轄区域となっている。
- 木月1丁目
- 木月3丁目
- 木月大町
- 木月祗園町

## 学区内の主な施設
校舎北側は川崎市住吉こども文化センターと中原消防団住吉分団、南側はすみよしのはら保育園と住吉小学校わくわくプラザに隣接している。東側には渋川が流れる。

### 木月1丁目
- 元住吉駅
- ブレーメン通り商店街

### 木月3丁目
- 元住吉検車区
- 木月公園

### 木月大町
- 法政大学第二中学校・高等学校
- 法政大学川崎総合グラウンド

### 木月祇園町
- 川崎市国際交流センター

## 交通
- 東急東横線・目黒線 元住吉駅 より徒歩5分[4]